# Альпініст (фільм)
«Альпініст» (рос. Альпинист) — телефільм українського кінорежисера Олександра Кірієнка.
Телевізійна прем'єра в Україні відбулася 30 листопада 2008 на ТРК Україна, в Росії — 1 березня 2009 на телеканалі РТР.

## Сюжет
Сюжет української кінодрами  обертається навколо Макса Павлова — альпініста-екстремала, сміливої, самовпевненої, шляхетної та дуже талановитої людини.  Його не влаштовує повсякденне життя і спокійна робота. Максим сам підкорив вершини Паміру і Гімалаїв.  У молодої людини є кохана дівчина -- Марина, якій він зберігає свою вірність, а також друг Олексій, який є його невід'ємним напарником. 
Зійшовши на відому «Стіну Смерті» (гора Айгер у швейцарських Альпах), Максим робить пропозицію своїй коханій, стати його дружиною. Здається, що життя відважного героя тільки починається — поряд улюблена дівчина, улюблене справа і віддані товариші. Батьки персонажа загинули в горах, і саме ця втрата досі виводить його з рівноваги, часто штовхаючи хлопця на необдуманий ризик, позбавивши його почуття самозбереження. Якось переправляючись через річку, що перетинає місто, слабшають застарілі кріплення вант. Шляхопровід руйнується внаслідок чого рух перекритий і транспортні підприємства зазнають втрат. До місця події відправляється ДСНС України. Вони знаходять єдиний варіант вирішення проблеми -- відправити на автомост промислового альпініста, для ремонту кріплень.  Єдина людина, яка згодна на таке -- наш герой. Звичайно, наречена виступає проти наміру свого коханого, але ж він не має звички консультуватися з будь-ким. Трагедія, що сталася, повністю перевертає життя Максима, змінивши його відношення до життя.

## Актори
- Андрій Чадов — Макс Павлов
- Агнія Дітковскіте — Марина
- Григорій Антипенко — Долінцев
- Денис Гранчак — Льоха
- Василь Баша — Палич, тренер
- Алла Масленнікова — Діана В'ячеславівна, мама Марини
- Олександр Гетьманський — батько Марини, авіконструктор
- Віталій Лінецький